# 北はるか農業協同組合
北はるか農業協同組合（きたはるかのうぎょうきょうどうくみあい、英称：JA Kitaharuka ）は、北海道上川総合振興局管内、中川郡美深町に本所を置く農業協同組合である。略称はJA北はるか。

## 概要
上川管内最北部の3農協が合併して発足した。主たる営業区域は中川町・美深町・音威子府村・下川町である。名寄市には道北なよろ農協がある為、下川町は飛び地状態となっている。
名称の由来は、「北」は北海道や北部地方を表し、「はるか」は春の香り、春の息吹を表し、大地や地域に根ざした発展への希望を示す。各地区とも酪農を主体とした畜産が盛んで、その他に美深町は水田作、畑作と露地園芸、音威子府村は畑作（ソバ）、下川町は施設園芸農業が盛んである。
自己資本比率は15.58％（2010年（平成22年）5月1日現在）である。

## 沿革
- 1999年（平成11年）4月1日 - 旧・美深町農協と常盤農協（音威子府村）が合併し、新・美深町農協が発足。
- 2002年（平成14年）12月4日 - 美深町農協、下川町農協、中川町農協により「上川北部3JA合併推進委員会」が発足した。
- 2003年（平成15年）1月17日 - 合併予備契約に調印した。
- 2003年（平成15年）5月1日 - 北はるか農業協同組合が発足した。

## 施設
- 本所 - 中川郡美深町字大通北
  - 金融店舗（JAバンク）、資材店舗、育苗施設、集出荷施設、農業倉庫、給油所（ホクレンSS）、整備工場

- 音威子府支所 - 中川郡音威子府村字音威子府
  - 購買店舗（エーコープ）

- 下川支所 - 上川郡下川町共栄町
  - 金融店舗（JAバンク）、資材店舗、集出荷施設、乾燥調整施設、農業倉庫、給油所（ホクレンSS）

- 中川支所 - 中川郡中川町字中川
  - 金融店舗（JAバンク）、給油所（ホクレンSS）

## 主な農畜産物
- 牛乳
- 肉用牛
- もち米
- ジャガイモ
- ソバ
- かぼちゃ
- さやえんどう
- トマト
- アスパラ